# 甲草胺
甲草胺（英語：Alachlor）是一种氯乙酰苯胺类除草剂，无味白色固体。其最大用途是去除大田中的一年生杂草与阔叶杂草，在美国是使用量第二大的除草剂，但在欧盟禁止使用。
甲草胺是一种酶抑制剂，通过抑制香叶基香叶基焦磷酸 (GGPP) 环化酶来阻断赤霉素的合成。其在美国的商品名有Alanex、Bronco、Cannon、Crop Star、Intrro、Lariat、Lasso、Micro-Tech和Partner。